# ناتاليا دوبرينسكا
ناتاليا دوبرينسكا (بالأوكرانية: Наталия Добrinська)‏؛ ولدت في 29 مايو 1982) لاعبة ألعاب قوى أوكرانية شارك في الأحداث المجمعة. هي حاملة الميدالية الذهبية في الألعاب الأولمبية الصيفية 2008  في بكين وتحمل أيضًا الرقم القياسية العالمية في سباعي في دفع الجلة. هي حاملة الرقم القياسي العالمي داخل الصالات في خماسي برصيد 5013 نقطة حتى مارس 2023.